# جيمس كروفورد (محامي)
جيمس كروفورد (بالإنجليزية: James Richard Crawford)‏ هو محامي وقاضي ومحامي أسترالي، ولد في 14 نوفمبر 1948 في أديلايد في أستراليا.